# Piazza delle Pallottole
Piazza delle Pallottole si trova a Firenze, vicino a piazza del Duomo, da via Bonizzi a via de' Maccheroni.

## Storia e descrizione
Il gioco delle pallottole era una specie di gioco delle bocce che in questa piazza era permesso disputare, a differenza di altre zone dove esplicite targhe degli Otto di Balia vietavano nei pressi di istituti religiosi tale gioco (una si trova ancora, per esempio, sul fianco della badia fiorentina). Un tempo la piazza era ben più grande e fu scorciata quando venne allargata piazza del Duomo nell'Ottocento, tagliando una fetta di edifici attorno al fianco della cattedrale soprattutto su questo lato sud.
In questa piazza nel 1528 Leone Strozzi uccise a stilettate Giuliano Salviati, grande amico del duca Alessandro de' Medici. Il Salviati aveva incontrata, fuori di Porta San Miniato, Luigia Strozzi, che tornava dal Perdono del Monte alle Croci e le aveva fatto proposte oscene. Leone, fratello di Luisa, si mise in cerca del Salviati e qui lo uccise accoltellandolo.
In piazza delle Pallottole esiste una "rotonda" dove gli scalpellini crearono le sculture per la decorazione esterna di Santa Maria del Fiore e degli altri edifici di Piazza Duomo: oggi tale attività (manutenzione e creazione di copie scultoree) si è spostata nella vicina bottega dell'Opera del Duomo.
Su un balcone della piazza si inerpicava uno straordinario esemplare di vite da tempo immemore. La pianta morì nel 2005 e dal 2010 è ricordata da una targa: il tronco è ancora visibile uscente da una rientranza della parete.
In basso alla facciata di una casa posta fra piazza delle Pallottole e via dello Studio, si trova, tra due negozi, una targhetta con la scritta «I' vero Sasso di Dante», posta a ricordo del luogo dove secondo tradizione l'Alighieri, prima dell'esilio, soleva sedersi su un grande masso ad osservare i lavori di costruzione della cattedrale. È ancora oggi ben nota ai fiorentini una leggenda sulla memoria del sommo poeta: un giorno mentre era seduto ed assorto nei propri pensieri sul solito sasso, passasse di lì un suo conoscente che gli chiese a bruciapelo: "Oh Dante, qual è il cibo che più ti piace?"; telegrafica fu la risposta: "l'ovo". Trascorse molto tempo, un anno o forse più, quando lo stesso tizio ripassò di lì e ritrovando il poeta a frescheggiare, sicuro di coglierlo alla sprovvista gli disse: "con che cosa?" e Dante senza scomporsi: "col sale".